# Sangad Chaloryu
Sangad Chaloryu (Doem Bang Nang Buat, 4 marzo 1915 – 23 novembre 1980) è stato un ammiraglio e politico thailandese.
Presiedette la giunta militare che compì il colpo di Stato del 6 ottobre 1976, avvenuto lo stesso giorno del brutale massacro dell'Università Thammasat, e che pose alla guida della Thailandia uno dei più repressivi governi della sua storia. I suoi oppositori hanno sostenuto che il suo ruolo di presidente della giunta fosse puramente simbolico, e che in realtà l'ispiratore del colpo di Stato fosse stato il generale dell'esercito Kriangsak Chomanan.

## Biografia

### Studi e carriera militare
Dopo aver frequentato con successo l'Università Chandrakasem Rajabhat di Bangkok, intraprese la carriera militare nella Reale Marina Militare Thailandese; continuò gli studi prima nella Reale Accademia Navale Thailandese e poi nel College per la Difesa Nazionale Thailandese. Il 19 novembre 1973 divenne ammiraglio e comandante della Marina Militare, cariche che avrebbe rivestito fino al 30 settembre 1975.

### Pianificazione del colpo di Stato
Fu in quegli anni che si concluse la guerra del Vietnam con il ritiro delle forze armate statunitensi ed il trionfo dei comunisti in Vietnam, Laos e Cambogia. Le forze armate thailandesi, che per lungo tempo avevano appoggiato gli Stati Uniti nel conflitto, temettero che il prossimo obiettivo dei comunisti fosse quello di conquistare il potere in Thailandia e che gli attivisti di sinistra si stessero preparando a tale scopo. Nel 1973, imponenti dimostrazioni delle sinistre avevano costretto all'esilio il dittatore thailandese Thanom Kittikachorn; il governo era passato nelle mani dei civili per la prima volta dopo 26 anni e nel periodo successivo il Paese attraversò un periodo di instabilità.
Fu pianificato un colpo di Stato sin dal 1973 dal maggior generale dell'esercito Pramarn Adireksarn e, dopo che la situazione politica si era aggravata, un secondo colpo di Stato fu progettato nella primavera del 1976 da Sangad Chaloryu, che rappresentava una fazione più moderata delle destre e che era stato nominato il precedente 1º ottobre Comandante Supremo delle Forze Armate Thailandesi.

### Esecuzione del colpo di Stato
Il pretesto per sopprimere il movimento di sinistra ed eseguire il colpo di Stato fu il ritorno dell'ex dittatore Thanom Kittikachorn dall'esilio, invitato da membri dell'esercito che sapevano quali conseguenze tale ritorno avrebbe comportato. Gli studenti si riunirono a protestare contro Thanom nella centrale piazza Sanam Luang di Bangkok il 30 settembre, spostandosi poi all'interno della vicina Università Thammasat. La manifestazione si protrasse nei giorni successivi ed il 6 ottobre la polizia e gruppi paramilitari penetrarono nell'ateneo e compirono una strage tra i manifestanti passata alla storia come il massacro dell'Università Thammasat. I responsabili del massacro e i membri delle organizzazioni che li appoggiavano si recarono nel pomeriggio alla sede del governo, dove chiesero ed ottennero le dimissioni del primo ministro Seni Pramoj.
In quei giorni era stato creato il Consiglio Nazionale di Riforma Amministrativa (CNRA), una giunta militare composta da 24 membri e presieduta da Sangad Chaloryu, che nel rimpasto di governo del 25 settembre era stato nominato ministro della Difesa da Seni Pramoj. Alle 18:30 del 6 ottobre, poche ore dopo la conclusione del massacro, la giunta del CNRA prese il potere, precedendo così il golpe della fazione di destra più estrema comandata da Pramarn. Fu sciolto il parlamento, abolita la costituzione e furono arrestati svariati oppositori. Due giorni dopo, con l'appoggio della giunta militare, il re nominò primo ministro il presidente della corte suprema Thanin Kraivichien, che formò uno dei più feroci governi filo-monarchici ed anti-comunisti nella storia della Thailandia.
Fu riformato il parlamento con la nomina di deputati graditi dalla giunta, venne stilata una nuova costituzione (promulgata il 22 ottobre 1976) e fu programmato un graduale ritorno alla democrazia in un lasso di tempo di 12 anni. Giornali e televisioni furono posti al vaglio della censura, ed alcuni furono fatti chiudere. La nuova costituzione garantì un potere enorme al primo ministro, che veniva investito anche di alcune prerogative tipiche del potere giudiziario, ma stabilì anche che sia il primo ministro sia il parlamento fossero sotto il controllo della giunta.

### Ministro e uomo politico
Nel nuovo esecutivo fu confermato ministro della Difesa Sangad, che mantenne anche la carica di presidente della giunta del CNRA. Nel gennaio del 1977, dovette gestire una grave crisi ai confini con la Cambogia. L'intransigenza con cui il governo di Thanin aveva gestito le dispute di frontiera con i khmer rossi, indusse questi ultimi a penetrare nel territorio disputato in Thailandia e a compiere stragi in tre villaggi. Le truppe di Bangkok risposero con un'incursione in territorio cambogiano, furono chiuse le frontiere e venne decretato un embargo sulla Cambogia. L'incidente compromise per lungo tempo le relazioni tra i due Stati.
Le persecuzioni politiche ed il mancato rispetto dei diritti umani del governo di Thanit provocarono un crescente malumore tra la popolazione e furono oggetto di dibattito anche nel parlamento americano, che minacciò di tagliare gli aiuti economici alla Thailandia. Nell'ottobre del 1977, la giunta del CNRA fece un altro colpo di Stato obbligando Thanin a dimettersi e l'incarico di primo ministro fu affidato al generale Kriangsak Chomanan, il principale ispiratore del golpe del 6 ottobre 1976. Sangad non trovò posto nella nuova compagine di Kriangsak ma rimase ai vertici del CNRA e della scena politica nazionale fino alla morte, avvenuta nel 1980.